# Narendra Modi Stadium
Het Narendra Modi Stadium (નરેન્દ્ર મોદી સ્ટેડીયમ; Motera Stadium) is een cricketstadion in de Indiase stad Ahmedabad (Gujarat). Met een capaciteit van 110.000 zitplaatsen is het het grootste cricketstadion ter wereld. Het stadion staat in de wijk Motera en wordt in de volksmond ook wel 'Motera Stadium' genoemd. Dit om verwarring te voorkomen met het Sardar Vallabhbhai Patel Stadion, dat in de wijk Navrangpura in Ahmedabad staat.
Het originele stadion, eigendom van de Gujarat Cricket Association, werd in 1982 geopend en was met een capaciteit van 49.000 toeschouwers een van de grootste in de staat Gujarat. In 2015 werd het afgebroken om plaats te maken voor een groter stadion. Dit nieuwe complex werd opgeleverd in 2020 en biedt zitplaats aan 110.000 bezoekers. Daarmee is het het grootste cricketstadion ter wereld, groter nog dan Melbourne Cricket Ground in Australië.
Er worden in het stadion regelmatig testcricketwedstrijden en One Day Internationals (ODI) gehouden. In februari 2020 vond er een grootschalige bijeenkomst plaats waarbij de Indiase regeringsleider Narendra Modi de Amerikaanse president Donald Trump ontving.

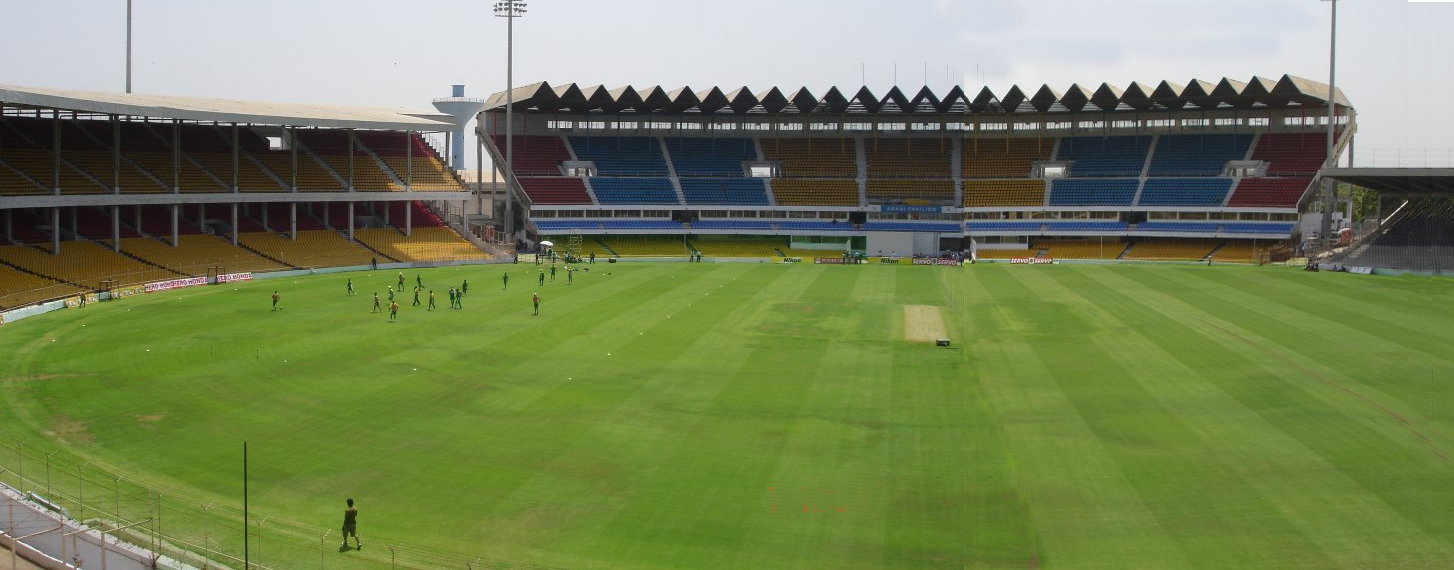
Een blik op het veld van het voormalige Narendra Modi Stadion